# Згарський заказник
Зга́рський зака́зник — загальнозоологічний заказник загальнодержавного значення в Україні. Розташований у межах Жмеринського та Літинського районів Вінницької області, на південь від сіл Багринівці та Бірків і на північ від сіл Лисогірка та Зоринці.
Площа 3018,7 га. Створений у 2002 року.
Охороняються водно-болотні угіддя долини річки Згар, що збереглись у природному стані та великі штучні водойми, що утворились на місці покинутих кар'єрів торфовидобувного комбінату. Рослинність представлена заболоченими луками, чагарниковими вербовими заростями. Зростають ряска мала, спіродела багатокоренева, ряска триборозенчаста, жабурник звичайний, трапляються сальвінія плаваюча, зозулинець блощичний, альдрованда пухирчаста, занесені до Червоної книги України та угруповання латаття білого, занесені до Зеленої книги України.
На схилах долини річки зростають різнотравно-злакові угруповання, подекуди — лісові насадження з сосни та берези з підліском з чагарникових видів. Природна лісова рослинність представлена угрупованнями вільхи чорної у заплаві. Великі площі зайняті лучно-болотною та болотно-чагарниковою рослинністю.
Мозаїчність рослинного покриву спричиняє велике розмаїття тваринного світу. З риб водяться: плітка, краснопірка, карась золотистий, карась сріблястий, короп, лин, окунь звичайний, йорж звичайний, щука.
Земноводні та плазуни представлені тритоном гребінчастим, кумкою звичайною, часничницею, квакшею, зеленою та сірою ропухами, гостромордою, трав'яною, ставковою та озерною жабами, болотяною черепахою, веретільницею ламкою, прудкою та живородною ящірками, вужем звичайним.
У заказнику багата орнітофауна: водно-болотні птахи, суходільні, чагарникові та лісові. Тут зафіксовано 135 видів птахів, з них 75 (55,6 %) — гніздові та перелітні, 34 (25,2 %) — осілі, 20 (14,8 %) — транзитні та 5 (3,7 %) — зимуючі.
Найпоширеніші види: мартин озерний, крячок чорний, баклан великий, гуска сіра, чапля сіра, чапля руда, квак, крижень, чирянка мала та велика, пірникоза велика, бугай, лебідь-шипун, лунь очеретяний, водяна курочка, лиска, чайка, коловодник великий.
Також зустрічаються види Резолюції 6 Бернської конвенції: рибалочка блакитний, підорлик малий, дрімлюга, чепура велика та мала, крячок білокрилий, лелека білий та чорний, змієїд, лунь лучний, деркач, дятел середній, жовна чорна, сапсан, мухоловка білошия, журавель сірий, орел-карлик, бугайчик, сорокопуд терновий та чорнолобий, синьошийка, шуліка чорний, осоїд, брижач, жовна сива, погонич малий та звичайний, крячок річковий.
Трапляються види птахів: кулик-довгоніг, косар, коровайка, скопа, орлан-білохвіст та ссавців: горностай, видра річкова, занесені до Червоної книги України. Є поселення бобрів.
Заказник входить до складу Смарагдової мережі Європи.

## Галерея

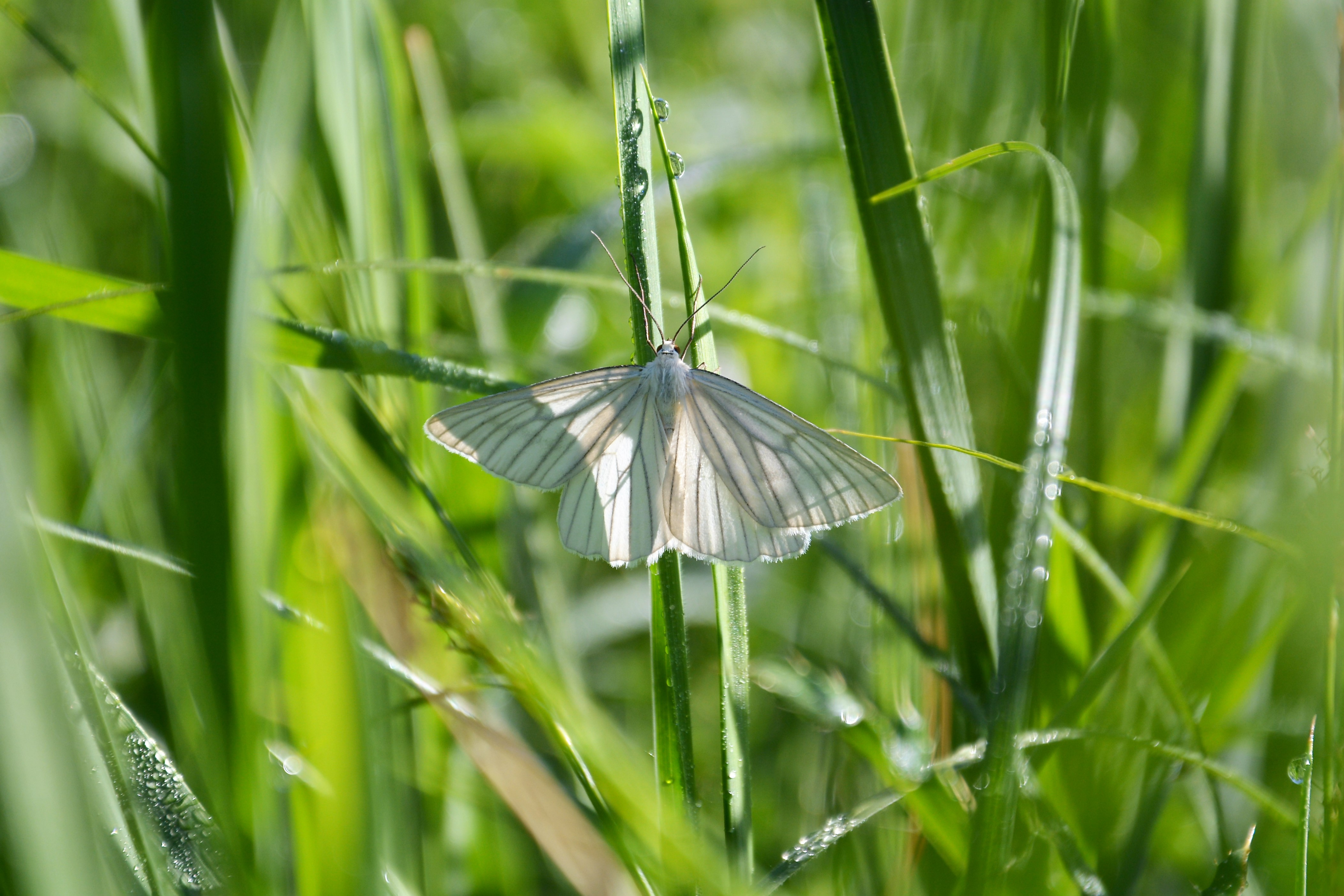
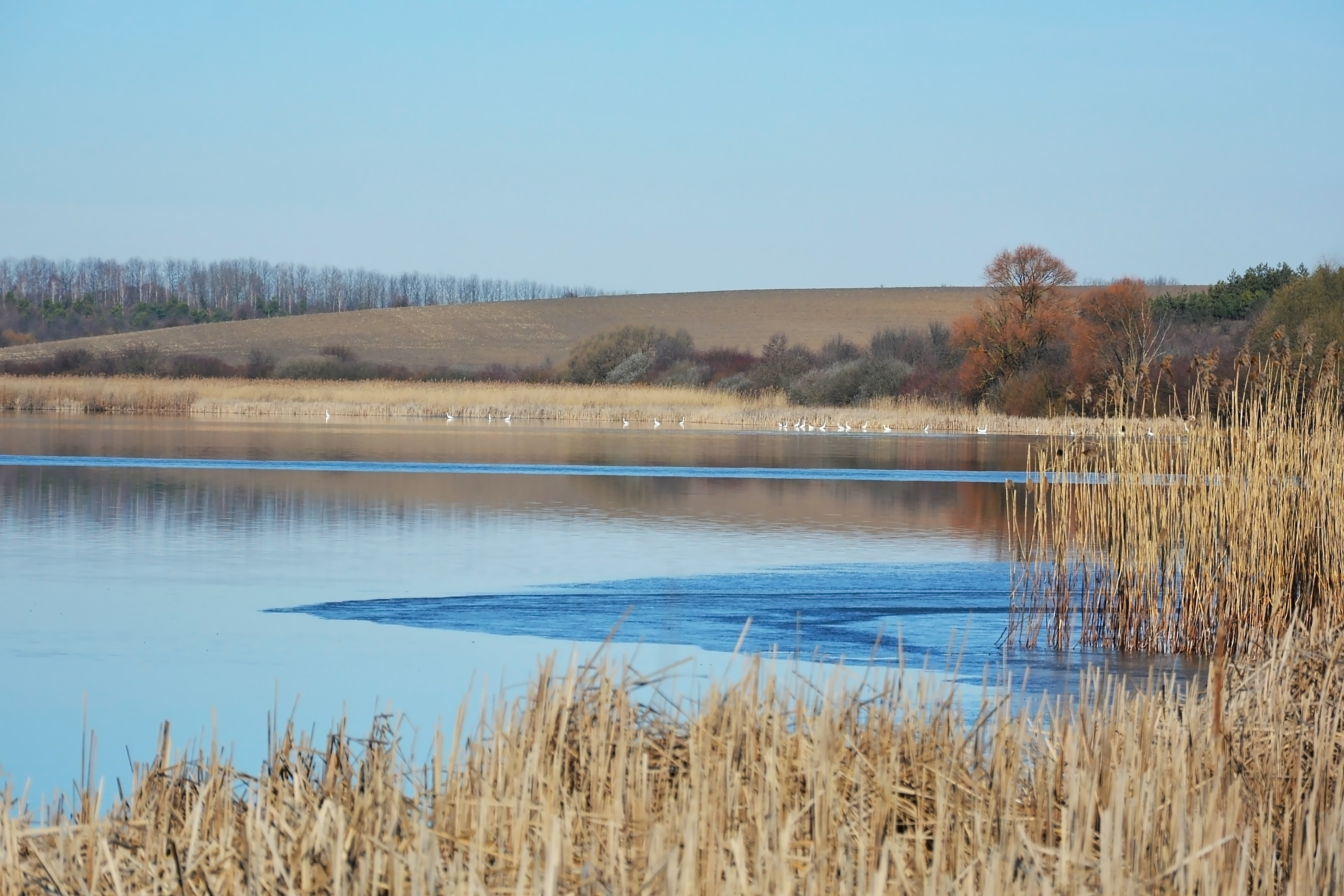
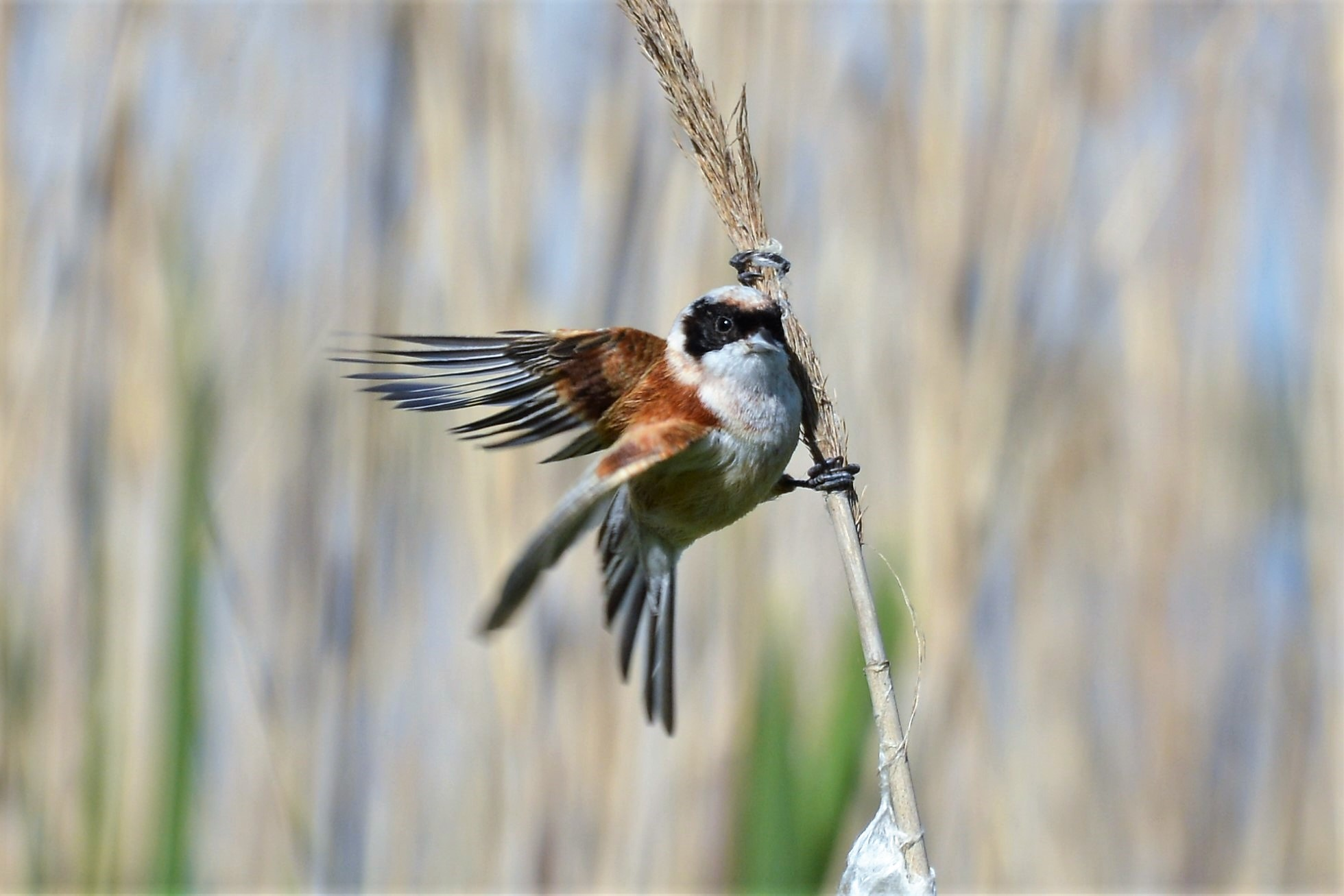
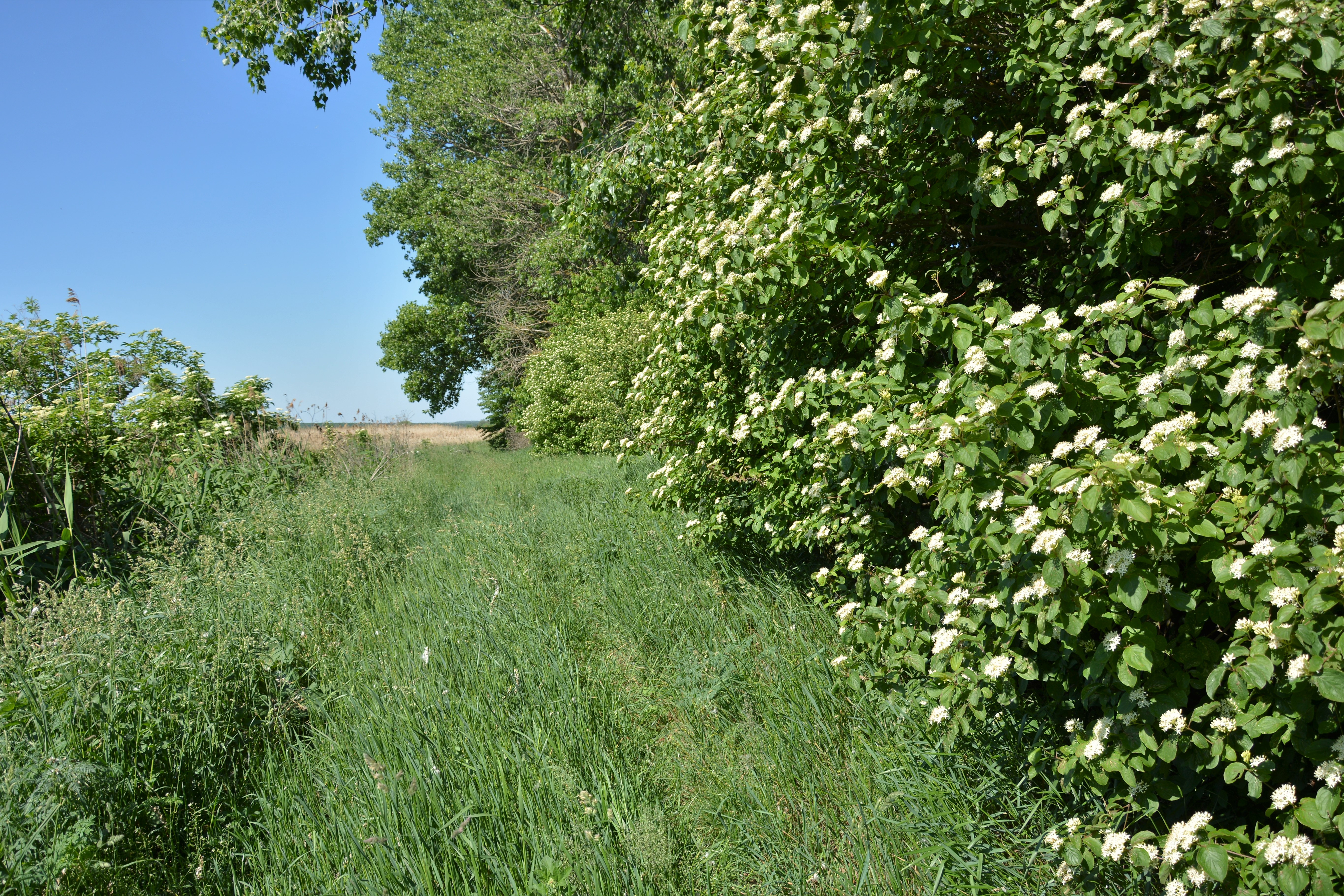
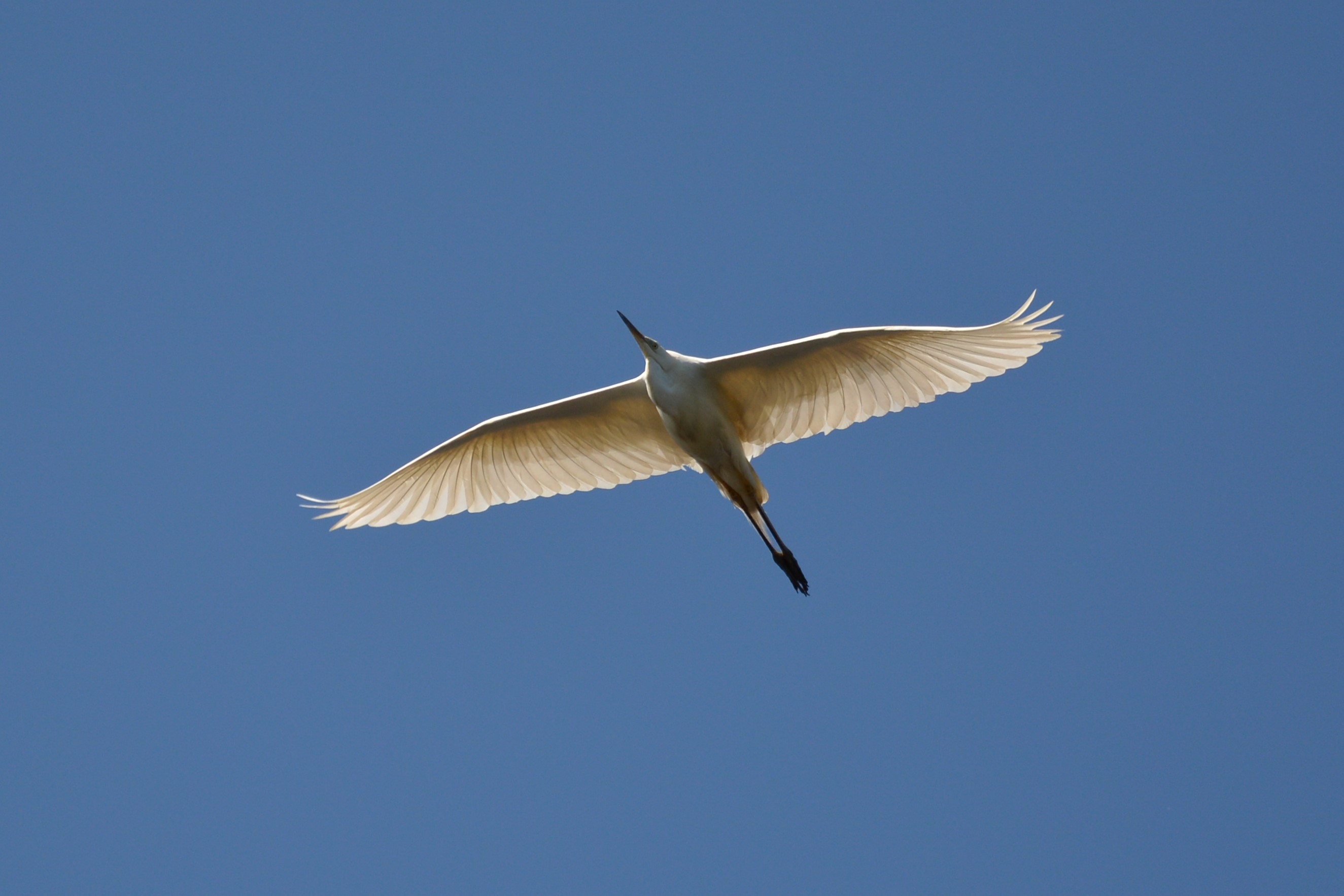
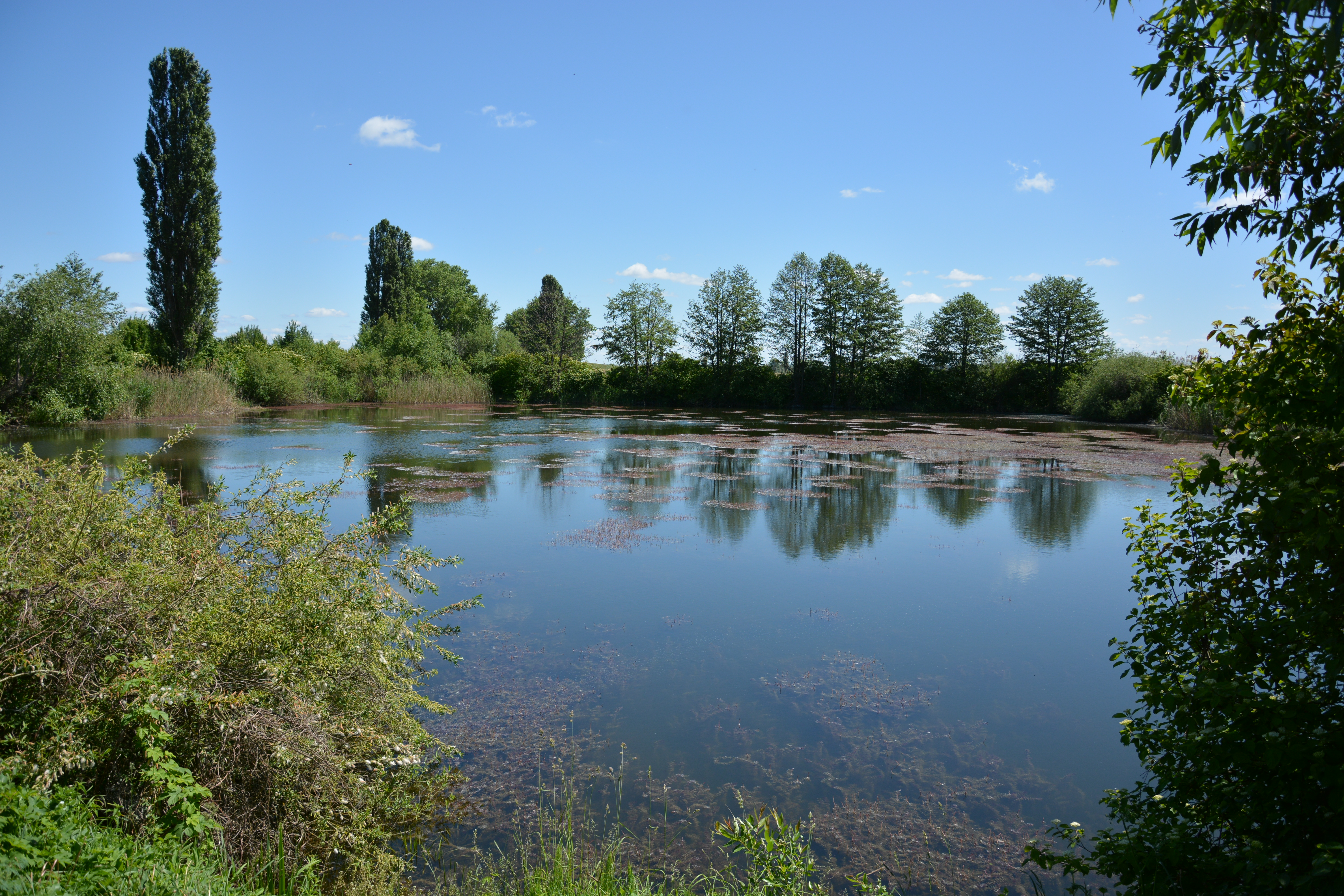
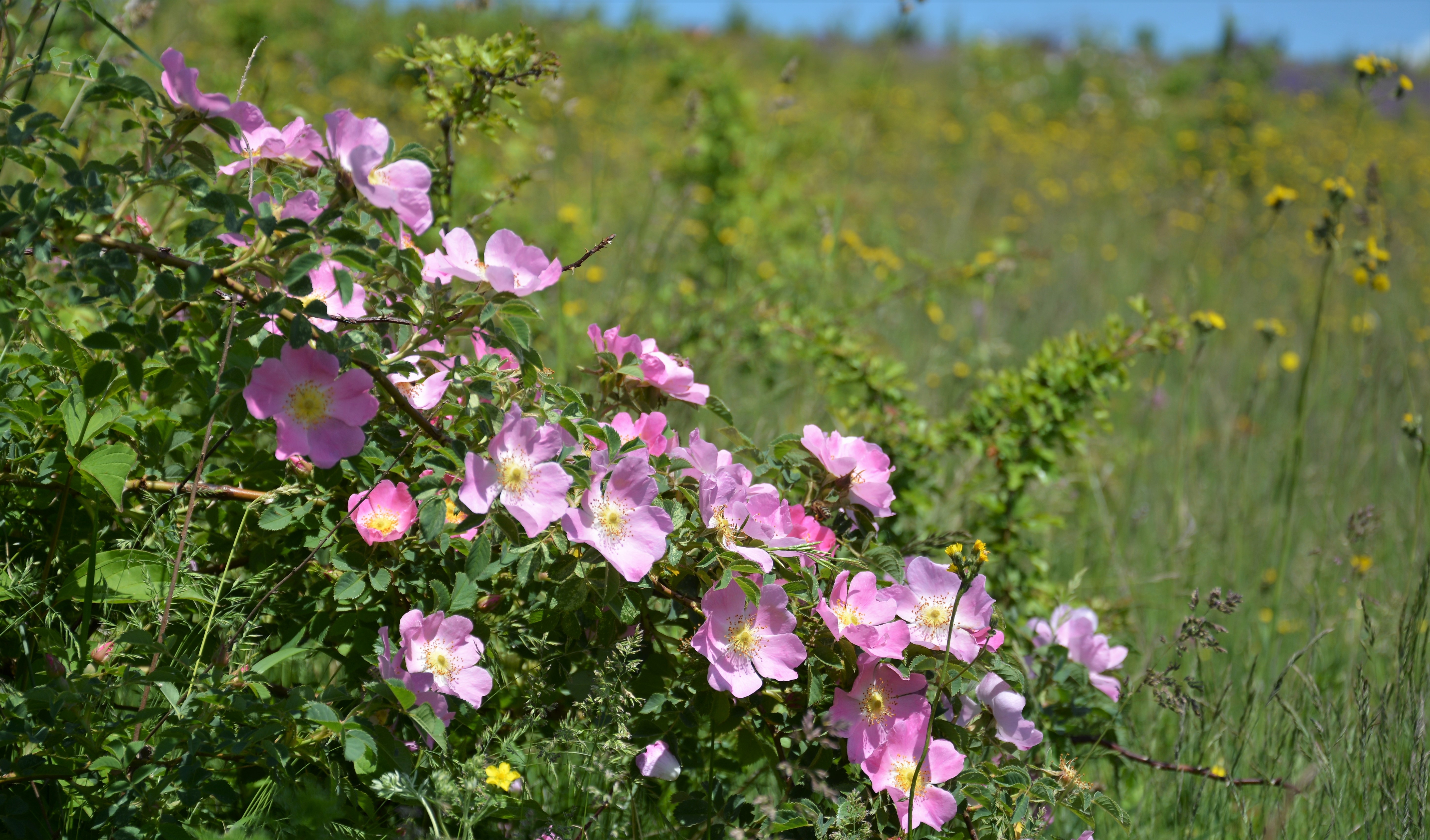
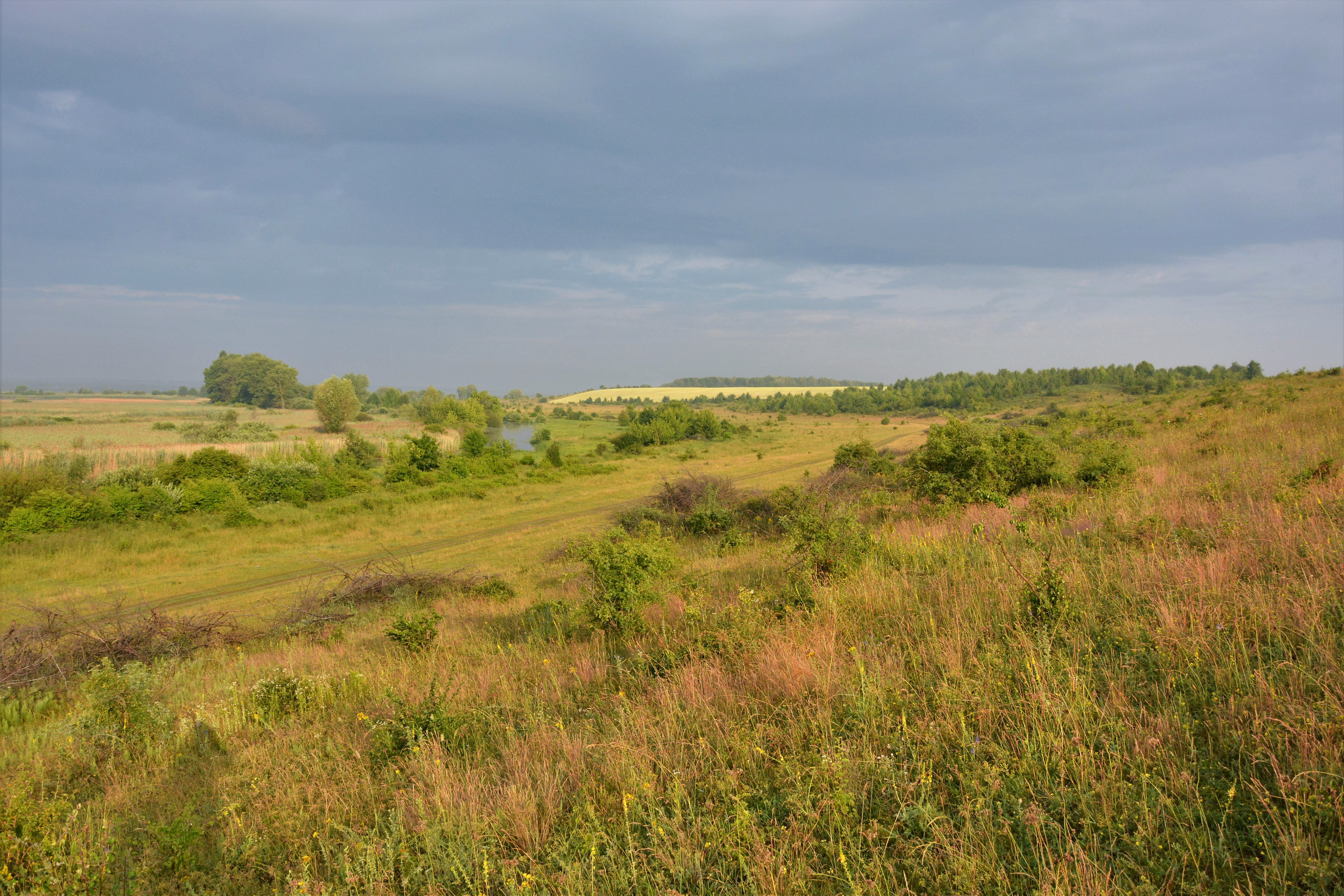
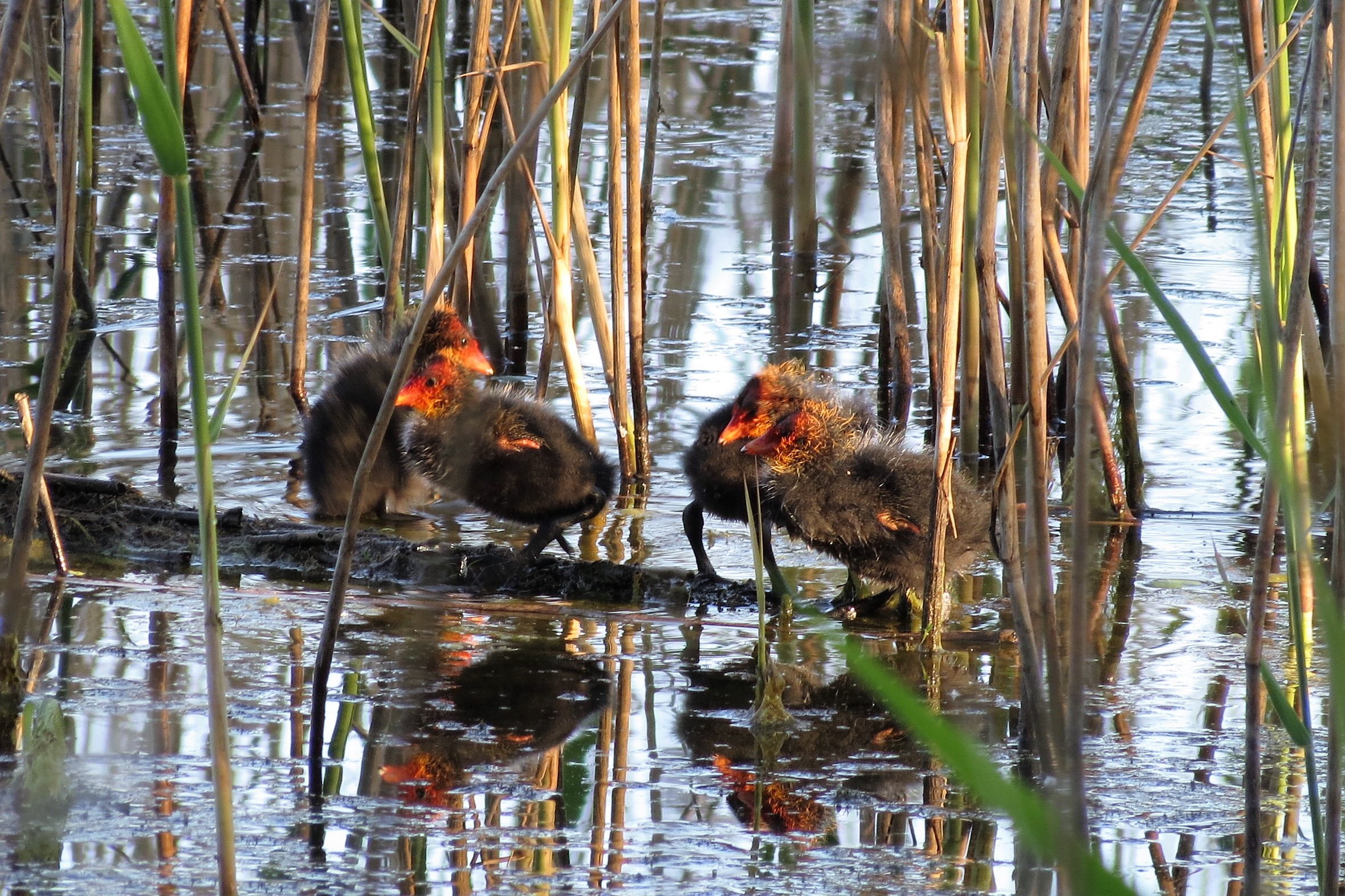
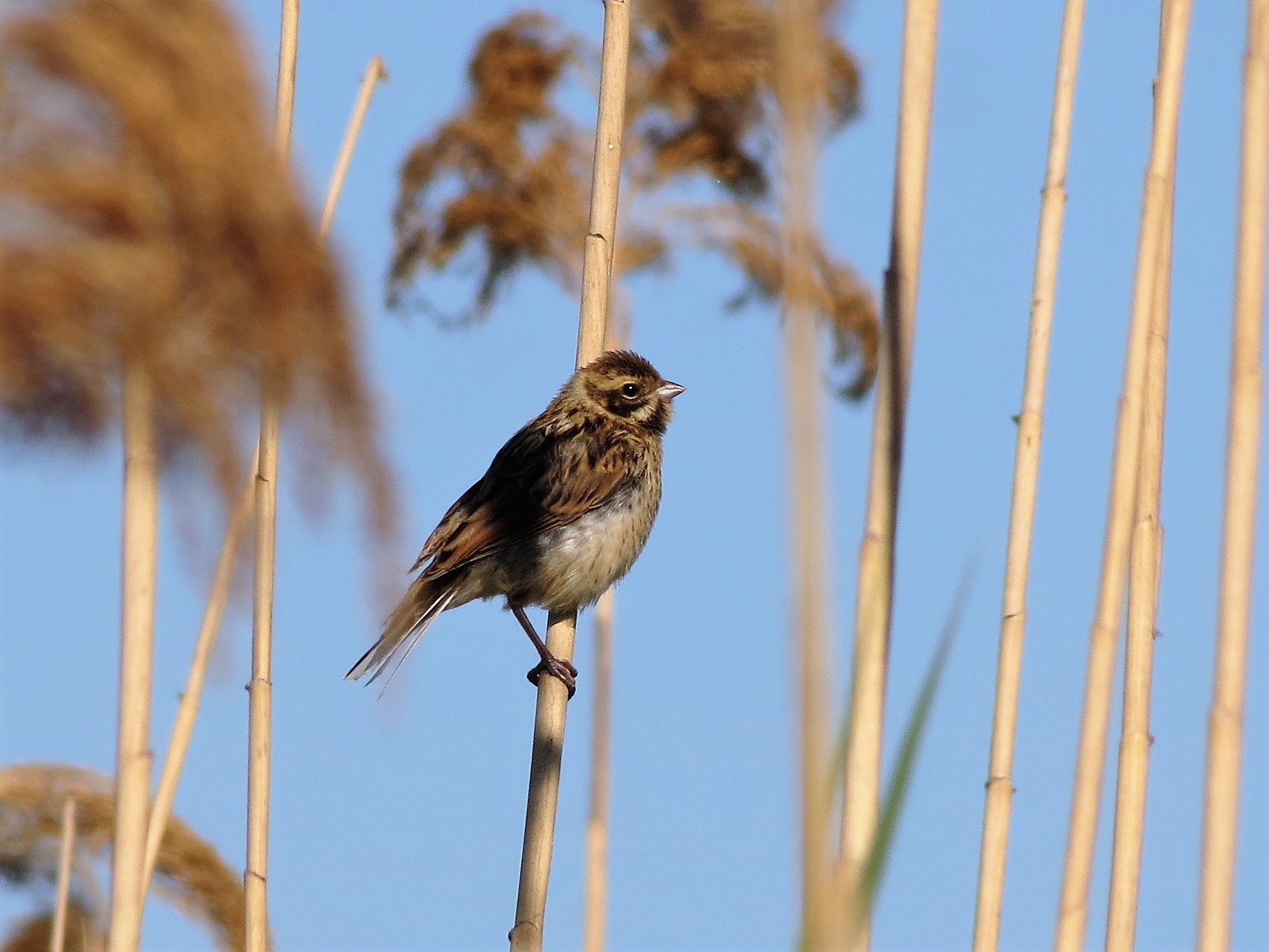
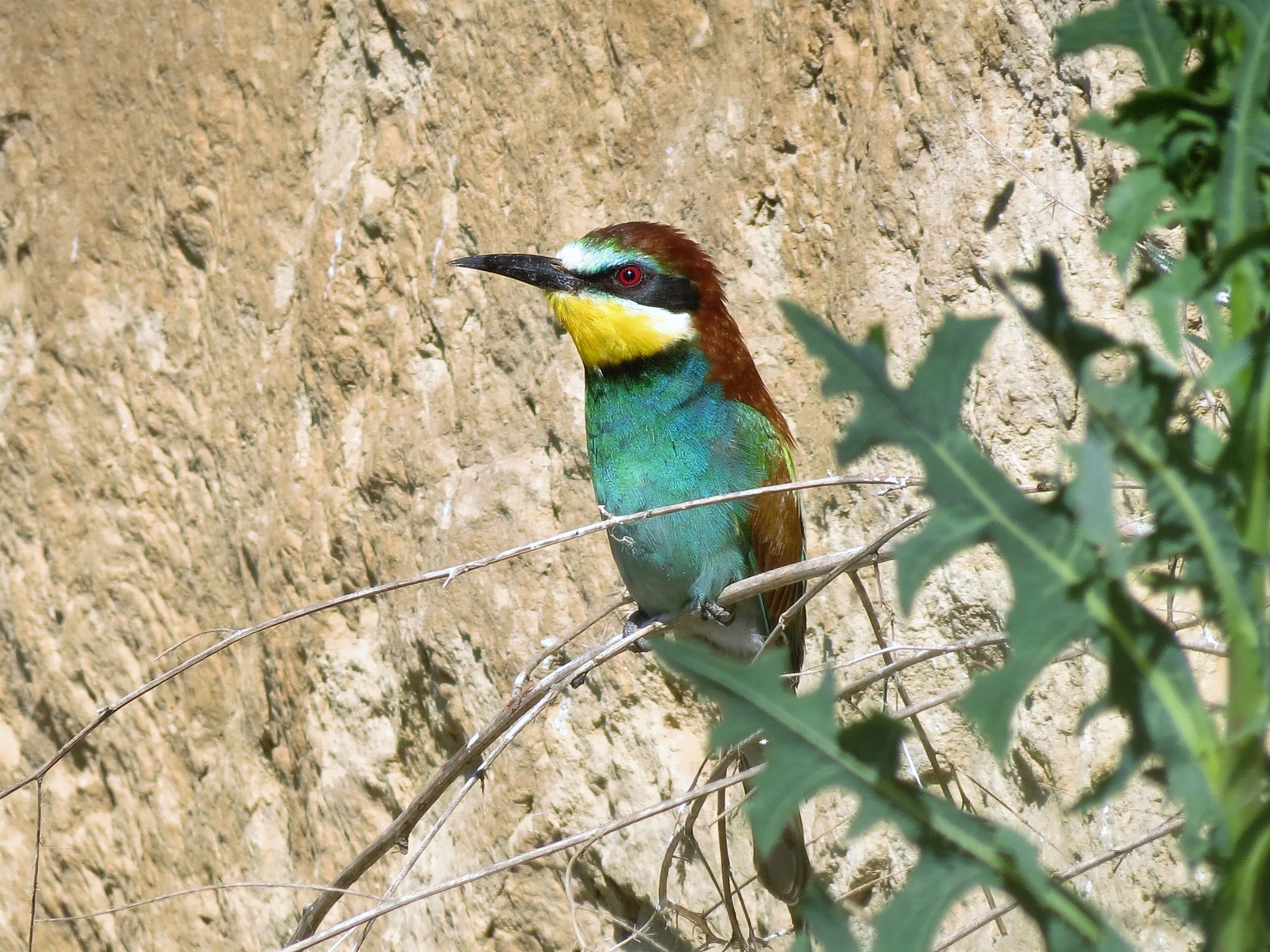
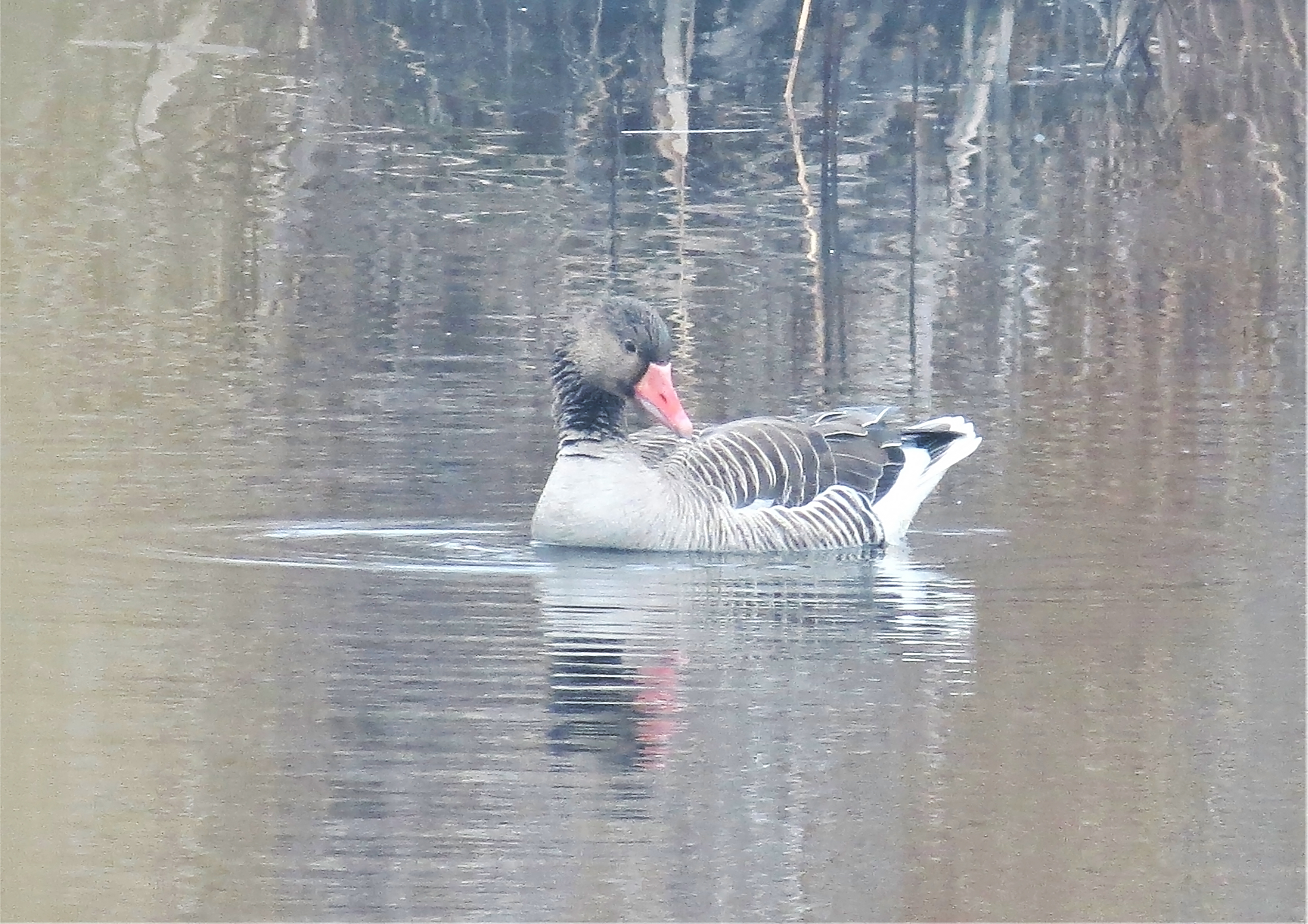
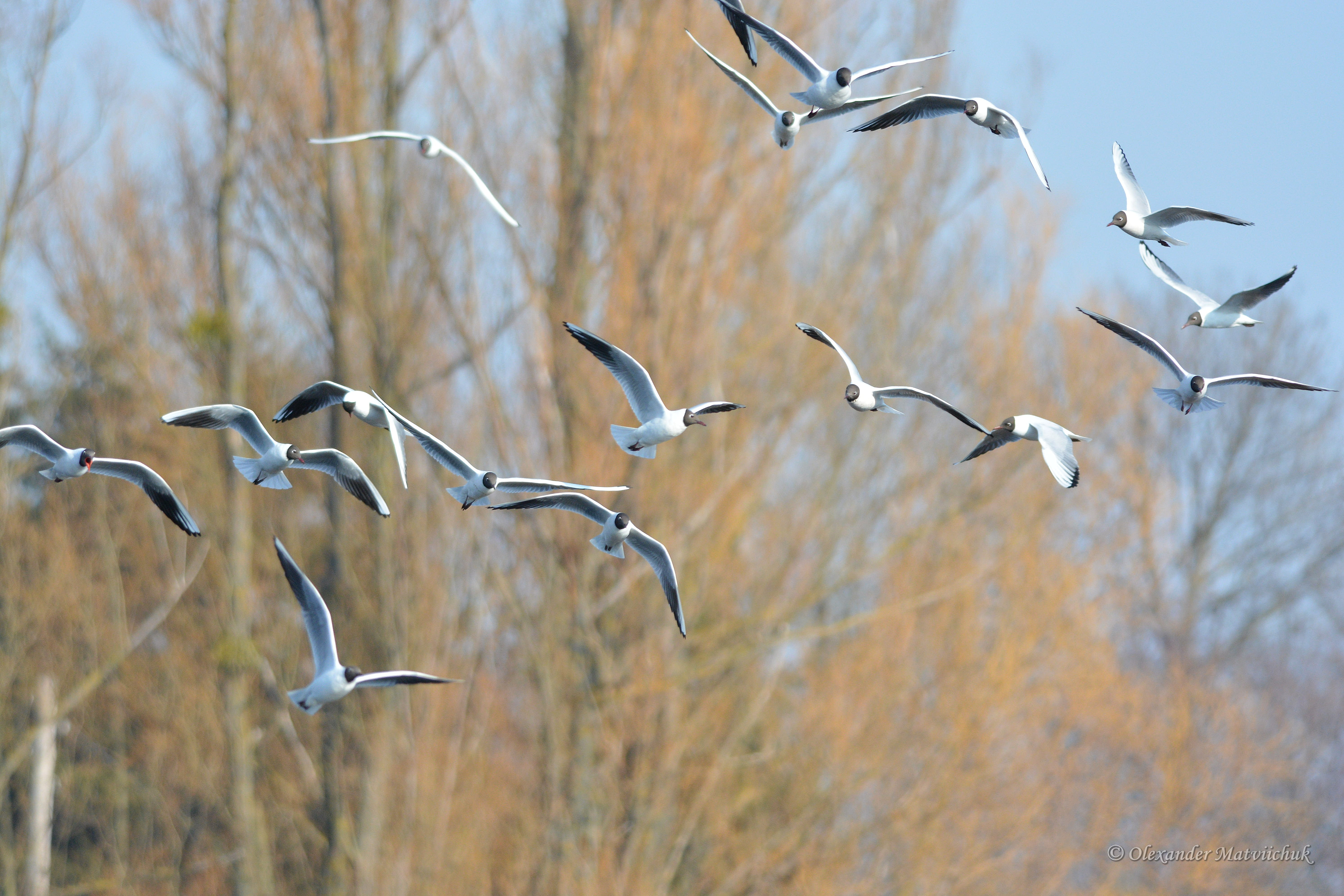
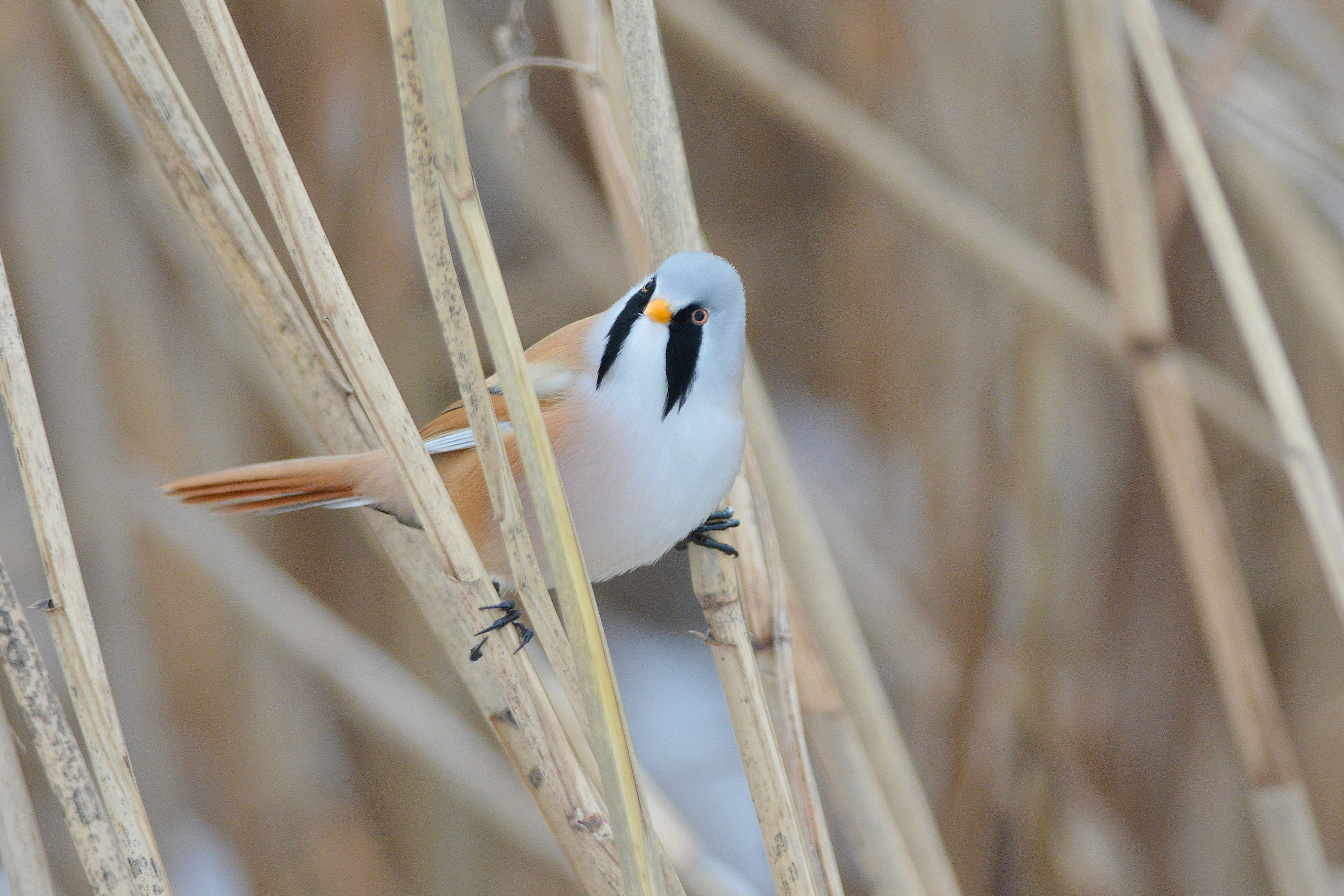